# Protaphreutis
Protaphreutis is een geslacht van vlinders van de familie echte motten (Tineidae).

## Soorten
- P. acquisitella (Walker, 1863)
- P. antipyla Meyrick, 1930
- P. borboniella (Boisduval, 1833)
- P. brasmatias Meyrick, 1930
- P. cubitalis (Meyrick, 1910)
- P. leucopsamma Meyrick, 1930
- P. sauroderma Meyrick, 1930